# Kirišima (sopka)
Kiri-Šima nebo Kirišima je skupina asi dvaceti, převážně čtvrtohorních vulkánů, nacházejících se severně od zálivu Kagošima na japonském ostrově Kjúšú. Skupina je tvořena několika Maary, struskovými kužely, stratovulkány, pokrývajícími masivní štítovou sopku. V horninovém složení převládají Andezity. Komplex je aktivní od 8. století (dle historických záznamů), poslední aktivita se odehrála v roce 1992.

## Seznam vulkanických forem komplexu Kiri-Šima
- Stratovulkány
  - Ebino-dake 1305 m
  - Eboši-dake 988 m
  - Futago
  - Futás-iši
  - Hinamori-dake 1 344 m
  - Iimori-jama 846 m
  - Jatake 1 132 m
  - Junotani-dake
  - Karakuni-dake 1 700 m
  - Kurino-dake 1 094 m
  - Naka-dake 1 332 m
  - Ohata-jáma 1 353 m
  - Šinmoe-dake 1 421 m
  - Širatori-jama 1 363 m
  - Šišido-dake 1 428 m
  - Takačiho-mine 1 573 m
- Struskové kužely
  - Košíku-dake 1 301 m
  - Maruoka-jama
- Maary
  - Rokkannon-mi-ike
- Dómy
  - Iwo-jama